# جو باور
جو باور هو لاعب هوكي الجليد وسياسي كندي، ولد في 12 يناير 1886 في كندا، وتوفي في 1 يونيو 1935 في مدينة كيبك في كندا. حزبياً، نشط في حزب كيبيك الليبرالي. وقد انتخب عضو الجمعية الوطنية في كيبك ‏ (1927 – 1 يونيو 1935).